# Enkelvoudige rugslag
De enkelvoudige rugslag is doorgaans de eerste zwemslag die de kinderen krijgen aangeleerd. De slag vormt namelijk de basis voor de schoolslag. De rugslag is in vergelijking tot de andere slagen gemakkelijk uit te voeren.

## Essentie
De essentie van de enkelvoudige rugslag is om met zo weinig mogelijk energie, een zo groot mogelijke afstand af te leggen. Deze vorm van rugslag is een belangrijk onderdeel bij het survival. Doordat er met weinig energie veel afstand afgelegd kan worden, wordt deze slag vaak gebruikt voor de lange afstanden. Doordat de armen naast het lichaam kunnen blijven, is er minder weerstand waardoor er minder energie nodig is.

## Bewegingsverloop
De benen maken een contrabeweging en vervolgens een stuwbeweging, waarna een drijfmoment volgt. In de contrabeweging is er sprake van twee mogelijkheden. In de oude stijl ABC, zoals deze in het verleden werd gegeven, werden bij de mensen een drie-takt zwembeweging aangeleerd. Hierbij gingen de hakken gelijktijdig naar de billen, waarbij de knieën uit het water kwamen. Vervolgens werden de benen wijd gedaan waarna ze dichtgeslagen werden (stuwbeweging). Tegenwoordig wordt er gewerkt met een twee-takt zwembeweging. Bij deze beweging wordt er minder weerstand opgewekt doordat de knieën onder water blijven. De voeten worden gelijktijdig naar de bodem bewogen, waarna een kegelvormige beweging wordt gemaakt waarbij de bovenbenen naar elkaar toe bewegen. Hierna worden de benen gesloten waarna de stuwbeweging volgt. Hierna volgt een drijfmoment, ook wel de uitdrijffase genoemd.
Buiten de beweging van de benen is ook de ligging uiterst belangrijk. Belangrijk hierbij is dat het gezicht naar boven is gericht. De uitgangshouding is horizontaal waarbij de armen iets zijwaarts gehouden worden om de balans te behouden.

## Combinatie met andere zwemslagen
Wanneer een kind de enkelvoudige rugslag technisch goed beheerst, zal deze de schoolslag snel aanleren. Daarnaast vormt de enkelvoudige rugslag de basis voor de samengestelde rugslag.